# Wii U控制器
Wii U控制器（Wii U GamePad）是任天堂電子遊戲機Wii U的主要游戏控制器。其结合了平板電腦的特点，既拥有传统游戏控制器的操控特点（如拥有按键、双类比摇杆和一个十字键)，同时也拥有觸控式螢幕及动作感应的功能。其触控屏幕可以为游戏提供第二屏幕功能，来补充游戏内容，触控屏幕也可以用于非游戏功能，如将其作为电视遥控器。
Wii U控制器可以与其他与游戏主机兼容的控制器一起使用，如Wii遙控器，Wii平衡板和Wii U Pro控制器。

## 历史

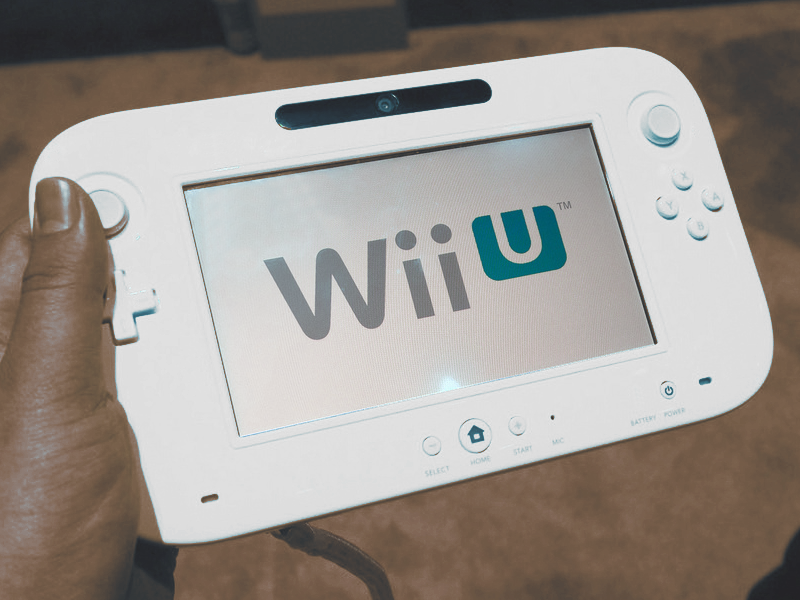
2011年E3展示的Wii U控制器原型，其采用了与任天堂3DS类似的圆形滑垫而非类比摇杆

在Wii电子游戏机开发期间，电子游戏设计师宫本茂从手机和早期汽车导航系统的控制器中得到了灵感，最终设计出了一款类似于手机的Wii遙控器原型。而Wii遙控器的另外一份设计方案包含了一对类比摇杆及一个觸控式螢幕，但任天堂放弃了在Wii遙控器上放置觸控式螢幕的想法。因为这样会与任天堂DS的功能重复。
任天堂的开发团队曾经承认Wii电子游戏机的通知灯只能提醒用户是否受到通知，而不能让用户进一步了解收到的通知内容。随着现代电视机的复杂程度不断增加，宫本茂认为应该为电子游戏机提供另外一个屏幕，使用户不用打开电视就能详细检查收到的通知。其也受到了日本卡拉OK场所类似的显示器的影响，其能够显示曲目信息并允许用户选择下一首歌曲。
岩田聰解释说，控制器的设计旨在让玩家“以不同的方式看游戏”。任天堂在其E3 2012发布会上提出了“非对称游戏”的概念。岩田聰还将Wii U控制器比作“社交的窗口”，借助Wii U的Miiverse社交网络功能，让控制器即使不在游玩游戏时也能单独使用Miiverse。Wii U控制器也专门为第一与第三人称射击游戏添加了陀螺儀等运动传感器。
任天堂情報開發本部的开发团队设计了两款Wii U控制器原型：一款为一块屏幕两侧附有两个Wii遥控器，另一款为一块屏幕附在Wii Zapper上。任天堂在E3 2011上展示的Wii U控制器原型上，拥有两个类似于任天堂3DS的圆形滑垫。2012年5月19日，TT Games的一名员工在推特上泄露了一张近乎最终版本的Wii U控制器的照片，其拥有更宽大的构造，符合人体工程学的手柄，重新设计的按钮布局并拥有两个类比摇杆。2012年6月3日，任天堂在E3 2012的视频演示中正式推出了Wii U控制器的最终版本，并将其命名为“Wii U控制器”。演示文稿也确认了TT Games所泄露的控制器的所有数据，并公布了Wii U控制器的屏幕的其他功能。

## 功能
Wii U控制器的主要亮点是其6.2英寸（15.7） FWVGA（854x480）的电阻式触摸屏，其能用手指或手写笔控制，能为游戏提供额外的控制及游戏内容的补充。也能将游戏画面从游戏主机流化到控制器上来进行离屏游玩。控制器还拥有一个前置摄像头，两个类比摇杆以及通过三轴加速规、三轴陀螺仪、三轴磁强计实现的动作感应，支持震动。Wii U控制器拥有一个可以模拟Wii遙控器传感器条的红外线阵列。控制器也支持近場通訊功能，游戏开发商可以制造带有特殊芯片的塑像（比如任天堂的Amiibo）或卡片，来与控制器进行近场通信，增加游戏的内容。也允许用户使用支持的信用卡进行非接觸式支付。在E3 2012的特别演示中，任天堂公布了有关控制器的更多细节：包括它能够用作拥有Nintendo TVii应用程序的电视的遥控器，以及发送手写消息和其他内容的能力。
Wii U控制器使用一种与博通公司合作开发的类似于WPS的私有传输协议与Wii U主机进行通信。控制器中的游戏画面通过H.264视频编码后使用一种私有协议传输到控制器，控制器中内置了视频硬件解码器，用来解码从主机接收到的游戏画面数据。
任天堂在E3 於2011首次展示控制器时，让人们对Wii U是否支持使用多个控制器感到困惑。任天堂发言人表示Wii U控制器不会单独出售，只会与Wii U主机捆绑销售。但宫本茂没有排除在单一主机上使用多个Wii U控制器的可能性，同时也认为使用任天堂3DS作为Wii U控制器可能会更加方便。任天堂在E3 2012演示期间，确认了Wii U游戏理论上可以同时支持最多两个Wii U控制器。